# Westwood (Kansas)
Westwood è un comune degli Stati Uniti d'America, situato nello Stato del Kansas, nella contea di Johnson.